# Pegomya poeciloptera
Pegomya poeciloptera este o specie de muște din genul Pegomya, familia Anthomyiidae, descrisă de Malloch în anul 1921. Conform Catalogue of Life specia Pegomya poeciloptera nu are subspecii cunoscute.